# 小野贡奥蛛
小野贡奥蛛（學名：Gongylidioides onoi），又名四突吻额蛛（學名：Aprifrontalia quadrialatus）或四突贡奥蛛（學名：Gongylidioides quadrialatus），是皿蛛科圆胸蛛属的一個蜘蛛物種。

## 分佈
分佈於中國大陸的山东省平原县及廣東省潮州鳳凰山、越南和琉球的西表島；

## 外部連結
- 維基物種上的相關：Gongylidioides onoi